# Gábor Talmácsi

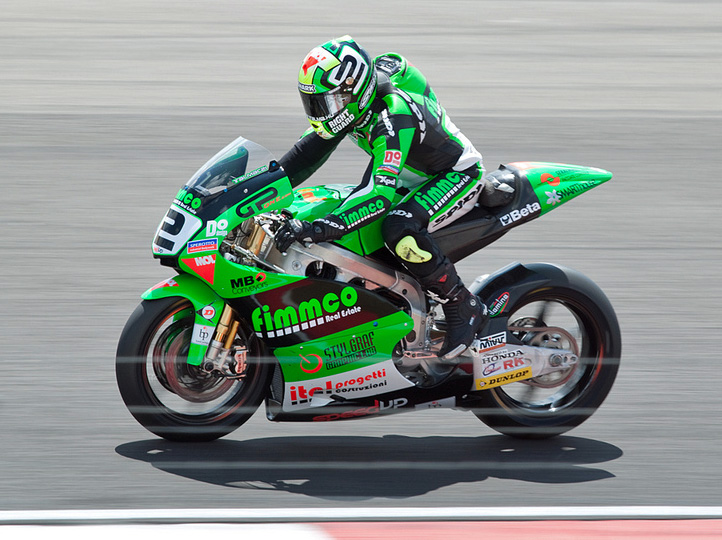
Talmácsi in 2010 tijdens de TT Assen

Gábor Talmácsi (Boedapest, 28 mei 1981) is een Hongaars motorcoureur.
Talmácsi, ook wel „Talma“ genoemd, won in het 2007 op Aprilia in de klasse tot 125 cc van het wereldkampioenschap wegrace de wereldtitel. In 2009 maakte Talmácsi de overstap naar de klasse tot 250 cc, maar verliet het Aspar-team na drie races vanwege onenigheid over het portretrecht. Vanaf de Grand Prix van Catalonië keerde hij terug in de MotoGP-klasse van het wereldkampioenschap. In 2010 maakte hij de overstap naar de nieuwe Moto2-klasse, stond eenmaal op het podium en werd zesde in het kampioenschap. Nadat Talmácsi voor het seizoen 2011 geen team kon vinden, maakte hij halverwege 2012 de overstap naar het wereldkampioenschap Supersport.
Talmácsi nam in 2004 tevens deel aan zijn thuisrace op de Hungaroring in de Porsche Supercup.